# Juan Carlos Falcón
Juan Carlos Falcón (19 novembre 1979) è un ex calciatore argentino, di ruolo centrocampista.

## Carriera

### Club
Ha cominciato la sua carriera nel Vélez Sarsfield, con cui ha vinto il torneo di Clausura nel 1998.
Ha giocato in Messico per due stagioni: prima al Querétaro e successivamente all'Atlante.

## Palmarès

### Competizioni nazionali
- Campionato argentino: 1

Vélez Sarsfield: Clausura 1998